# Gouvernement Berisha I
 (janvier 2023).
Si vous disposez d'ouvrages ou d'articles de référence ou si vous connaissez des sites web de qualité traitant du thème abordé ici, merci de compléter l'article en donnant les références utiles à sa vérifiabilité et en les liant à la section « Notes et références ».
République d'Albanie
Nano IV Berisha II
Le gouvernement Berisha I (en albanais : Qeveria Berisha (1)) est le gouvernement de la république d'Albanie entre 11 septembre 2005 et le 17 septembre 2009, durant la VIe législature de l'Assemblée.

## Historique du mandat
Dirigé par le nouveau Premier ministre libéral-conservateur Sali Berisha, anciennement président de la République, ce gouvernement est constitué et soutenu par une coalition entre le Parti démocrate d'Albanie (PDSh), le Parti républicain d'Albanie (PRSh), le Parti agrarien environnementaliste (PAA) et le Parti de l'Union pour les droits de l'homme (PBDNJ). Ensemble, ils disposent de 73 députés sur 140, soit 52,1 % des sièges de l'Assemblée.
Il est formé à la suite des élections législatives du 23 juin 2005.
Il succède donc au quatrième gouvernement du Premier ministre socialiste Fatos Nano, constitué et soutenu par une coalition entre Parti socialiste d'Albanie (PSSh) et le Parti social-démocrate (PSD).

### Formation
Au cours du scrutin, le PDSh remporte la majorité relative avec 56 parlementaires, mais il se situe à plus de 15 sièges de la majorité absolue. Le PSSh, qui était majoritaire seul depuis quatre ans, se trouve clairement distancé puisqu'il est mené de 12 élus par son principal adversaire. Même avec l'appui des deux principales autres forces de centre gauche, il ne peut réunir plus de députés que le Parti démocrate.
Berisha s'associe alors avec quatre autres partis de centre droit pour s'assurer une majorité claire. Il présente dix semaines après le scrutin un cabinet de 15 ministres, dont une femme.

### Succession
Au cours des élections législatives du 28 juin 2009, l'Alliance pour le changement (ApN), formée autour du PDSh et du PRSh, remporte 70 députés, soit l'exacte moitié du nombre à pourvoir. Elle s'assure le ralliement du Mouvement socialiste pour l'intégration (LSI), dissidence du PSSh, et Sali Berisha constitue ainsi son second gouvernement.

## Composition

### Initiale (11 septembre 2005)
| Poste                                                                  | Titulaire | Titulaire       | Parti |
| ---------------------------------------------------------------------- | --------- | --------------- | ----- |
| Premier ministre                                                       |           | Sali Berisha    | PDSh  |
| Vice-Premier ministre                                                  |           | Ilir Rusmajli   | PDSh  |
| Ministre des Finances                                                  |           | Ridvan Bode     | PDSh  |
| Ministre de l'Intégration                                              |           | Arenca Trashani | PDSh  |
| Ministre du Tourisme et de la Culture                                  |           | Bujar Leskaj    | PDSh  |
| Ministre de l'Agriculture                                              |           | Jemin Gjana     | PDSh  |
| Ministre de l'Éducation et de la Science                               |           | Genc Pollo      | PDSh  |
| Ministre de l'Économie, de l'Industrie et de l'Énergie                 |           | Genc Ruli       | PDSh  |
| Ministre des Affaires étrangères                                       |           | Besnik Mustafaj | PDSh  |
| Ministre de l'Environnement                                            |           | Lufter Xhuveli  | PAA   |
| Ministre de l'Intérieur                                                |           | Sokol Olldashi  | PDSh  |
| Ministre de la Défense                                                 |           | Fatmir Mediu    | PRSh  |
| Ministre des Travaux publics, des Transports et des Télécommunications |           | Lulzim Basha    | PDSh  |
| Ministre de la Justice                                                 |           | Aldo Bumçi      | PDSh  |
| Ministre de la Santé                                                   |           | Maksim Cikuli   | PDSh  |
| Ministre du Travail, des Affaires sociales et de l'Égalité des chances |           | Koco Barka      | PBDNJ |

### Remaniement du12 mars 2007
- Les nouveaux ministres sont indiqués en gras, ceux ayant changé d'attributions en italique.

| Poste                                                                  | Titulaire | Titulaire                                                                    | Parti |
| ---------------------------------------------------------------------- | --------- | ---------------------------------------------------------------------------- | ----- |
| Premier ministre                                                       |           | Sali Berisha                                                                 | PDSh  |
| Vice-Premier ministre                                                  |           | Igazmend Oketa (jusqu'au 17/03/2008)                                         | PDSh  |
| Ministre des Finances                                                  |           | Ridvan Bode                                                                  | PDSh  |
| Ministre de l'Intégration                                              |           | Majlinda Bregu                                                               | PDSh  |
| Ministre du Tourisme et de la Culture                                  |           | Ylli Pango                                                                   | PDSh  |
| Ministre de l'Agriculture                                              |           | Jemin Gjana                                                                  | PDSh  |
| Ministre de l'Éducation et de la Science                               |           | Genc Pollo                                                                   | PDSh  |
| Ministre de l'Économie, de l'Industrie et de l'Énergie                 |           | Genc Ruli                                                                    | PDSh  |
| Ministre des Affaires étrangères                                       |           | Besnik Mustafaj (jusqu'au 24/04/2007) Lulzim Basha (à partir du 02/05/2007)  | PDSh  |
| Ministre de l'Environnement                                            |           | Lufter Xhuveli                                                               | PAA   |
| Ministre de l'Intérieur                                                |           | Bujar Nishani                                                                | PDSh  |
| Ministre de la Défense                                                 |           | Fatmir Mediu (jusqu'au 17/03/2008)                                           | PRSh  |
| Ministre de la Défense                                                 |           | Igazmend Oketa                                                               | PDSh  |
| Ministre des Travaux publics, des Transports et des Télécommunications |           | Lulzim Basha (jusqu'au 02/05/2007) Sokol Olldashi                            | PDSh  |
| Ministre de la Justice                                                 |           | Ilir Rusmali (jusqu'au 14/11/2007) Enkelejd Alibeaj (à partir du 19/11/2007) | PDSh  |
| Ministre de la Santé                                                   |           | Nard Ndoka                                                                   | PDSh  |
| Ministre du Travail, des Affaires sociales et de l'Égalité des chances |           | Koco Barka                                                                   | PBDNJ |

### Remaniement du30 juillet 2008
- Les nouveaux ministres sont indiqués en gras, ceux ayant changé d'attributions en italique.

| Poste                                                                  | Titulaire | Titulaire                                                              | Parti |
| ---------------------------------------------------------------------- | --------- | ---------------------------------------------------------------------- | ----- |
| Premier ministre                                                       |           | Sali Berisha                                                           | PDSh  |
| Vice-Premier ministre                                                  |           | Genc Pollo                                                             | PDSh  |
| Ministre des Finances                                                  |           | Ridvan Bode                                                            | PDSh  |
| Ministre de l'Intégration                                              |           | Majlinda Bregu                                                         | PDSh  |
| Ministre du Tourisme et de la Culture                                  |           | Ylli Pango (jusqu'au 05/03/2009) Ardian Turku (à partir du 10/03/2009) | PDSh  |
| Ministre de l'Agriculture                                              |           | Jemin Gjana                                                            | PDSh  |
| Ministre de l'Éducation et de la Science                               |           | Fatos Beja                                                             | PDSh  |
| Ministre de l'Économie, de l'Industrie et de l'Énergie                 |           | Genc Ruli                                                              | PDSh  |
| Ministre des Affaires étrangères                                       |           | Lulzim Basha                                                           | PDSh  |
| Ministre de l'Environnement                                            |           | Lufter Xhuveli                                                         | PAA   |
| Ministre de l'Intérieur                                                |           | Bujar Nishani                                                          | PDSh  |
| Ministre de la Défense                                                 |           | Igazmend Oketa                                                         | PDSh  |
| Ministre des Travaux publics, des Transports et des Télécommunications |           | Sokol Olldashi                                                         | PDSh  |
| Ministre de la Justice                                                 |           | Enkelejd Alibeaj                                                       | PDSh  |
| Ministre de la Santé                                                   |           | Anila Godo                                                             | PRSh  |
| Ministre du Travail, des Affaires sociales et de l'Égalité des chances |           | Koco Barka (jusqu'au 02/10/2008) Anastas Duro (jusqu'au 14/05/2009)    | PBDNJ |
| Ministre du Travail, des Affaires sociales et de l'Égalité des chances |           | Viktor Gumi (à partir du 20/05/2009)                                   | PDSh  |